# The Life and Death of 9413: a Hollywood Extra
The Life and Death of 9413: a Hollywood Extra is een Amerikaanse korte film uit 1928. De film werd in 1997 opgenomen in de National Film Registry.